# 15-й Северокаролинский пехотный полк
15-й Северокаролинский пехотный полк (15th North Carolina Infantry) представлял собой один из пехотных полков армии Конфедерации во время Гражданской войны в США. Полк был сформирован в июне 1861 года в Гарисберге, Северная Каролина.

## Формирование
Полк был сформирован в Гарисберге как 5-й Северокаролинский добровольческий (5th Infantry Regiment Volunteers) 11 июня 1861 года. Впоследствии, в ноябре 1861 он был переименован в 15-й пехотный. Роты полка были набраны в округах Нортгемптон, Юнион, Кливленд, Франклин, Аламанс и Эджкомб. Полковником был избран Стивен Ли, преподаватель военного института в Шарлотте, но он в итоге стал командиром 6 (16) Северокаролинского полка, а вместо него 22 июня был избран Роберт Маккинни, который на момент избрания был капитаном роты А 6-го Северокаролинского полка и который так же был профессором военного института в Шарлотте. Уильям Макрей, первоначально капитан роты В, был избран подполковником, а Уильям Ярборо — майором.
На момент формирования полк насчитывал 12 рот:
- Рота A — (округ Нортгемптон) — капитан Стенселл (139 человек на момент формирования)
- Рота B — (округ Юнион) — капитан Уильям Макрей[англ.], затем Р. Джером. (138 человек на момент формирования)
- Рота C — (округ Кливланд)
- Рота D1 — (округ Кливланд)
- Рота D2 -
- Рота E — (округа Франклин и Гренвилль)
- Рота F — (округ Харнет)
- Рота G — (округ Франклин)
- Рота H — (округ Аламанс)
- Рота I — (округ Эджкомб)
- Рота K — (округ Эджкомб)
- Рота L — p (округ Франклин)

## Боевой путь

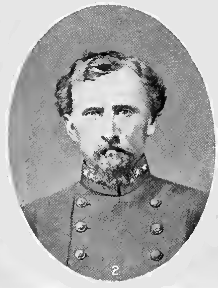
Полковник Уильям Макрей

В конце июня 1861 года полк был направлен в Вирджинию и 1 июля занял позиции у Йорктауна, рядом с позициями 1-го Северокаролинского полка. Рядовые, набранные в горных районах Северной Каролины, тяжело переносили климат побережья и почти 80 % полка пострадало от малярии. Полк на несколько месяцев отвели на северный берег реки Йорк, и только около 1 октября вернули к Йорктауну. После того, как федеральная армия в феврале 1862 года захватила Роанок-Айленд, полк отправили к Голдсборо на усиление отряда генерала Брэнча. 15 апреля полк вернули на вирджинский полуостров и он занял позиции на «Линии Магрудера» под Йорктауном, около Лис-Милл. Здесь 16 апреля полк участвовал в перестрелке в федеральной армией, в ходе которой погиб полковник Маккинни, и на его место 20 апреля был избран первый лейтенант Генри Доуд. 3 мая полк прошёл реорганизацию и Доуд был переизбран полковником.
После сдачи Йорктауна полк одним из последних покинул позиции и отступил к Ричмонду, где был размещён у Механиксвилла. Полк не принимал участия в сражении при Севен-Пайнс, а 29 июня был задействован под Саваж-Стейшен в составе бригады Хоуэлла Кобба. 1 июля полк участвовал в сражении при Малверн-Хилл, наступая на правом фланге бригады Кобба. В этом бою полк потерял 164 человека убитыми и ранеными из 692 на начало сражения. Был ранен и полковник Доуд.
После сражения полк отвели к Ричмонду. Здесь его роты L и M были переведены в 32-й Северокаролинский полк. В полк передали 250 необученых новобранцев. Полк не участвовал в Северовирджинской компании, и присоединился к армии генерала Ли только 2 сентября под Манассасом.
Когда началась Мерилендская кампания, полк находился в составе дивизии Лафайета Маклоуза. 6 сентября полк перешёл Потомак, 10 сентября прошёл Фредерик и был оттуда направлен вместе с дивизией к Харперс-Ферри на усиление дивизий Томаса Джексона. Полк прибыл к Харперс-Ферри 13 сентября, откуда 14 сентября был направлен в Южные горы для защиты ущелья Кремптона. Он занял позиции на левом фланге бригады в тылу бригады Махоуна. Полк занял позиции за каменной стеной, однако федералы прорвали фланг бригады на участке правее полка и вышли ему в тыл. Полк отступил, потеряв 14 человек убитыми, 48 ранеными и 124 пленными. В плен попали почти все правые роты: A, C, E, G и I. В полку осталось 133 рядовых и офицеров.
17 сентября он отступил к Шарпсбергу, где принял участие в сражении при Энтитеме. Дивизию Маклоуза направили на левый фланг армии, но командир бригады неправильно понял приказ и направил бригаду на позиции генерала Хилла, где разместил её левее бригады Роудса. Когда днём федеральная армия прорвалась на участке дивизии Хилла, генерал Хилл приказал бригадам Кука и Кобба атаковать наступающих федералов во фланг. Полковник Макрей в этот момент принял командование бригадой, в которой осталось всего 250 человек, и повёл её в атаку. Ему удалось отбить три контратаки федералов, после чего в бригаде осталось всего 50 человек. 15-й Северокаролинский в этом бою потерял 71 человека убитыми и ранеными и в строю осталось 52 боеспособных человека.